# Aristolochia tigrina
Aristolochia tigrina A.Rich. – gatunek rośliny z rodziny kokornakowatych (Aristolochiaceae Juss.). Występuje endemicznie w zachodniej i środkowej części Kuby.

## Morfologia
PokrójPnącze o zimozielonych i zdrewniałych pędach.
LiścieMają podłużnie eliptyczny kształt. Mają 1,5–3,5 cm długości oraz 0,5–1 cm szerokości. Nasada liścia ma rozwarty lub zaokrąglony kształt. Całobrzegie, z tępym wierzchołkiem. Ogonek liściowy jest nagi i ma długość 3–5 mm.
KwiatyPojedyncze lub zebrane są w gronach. Mają brązową barwę z czerwono-purpurowymi plamkami. Mają wyprostowany kształt.
OwoceTorebki o jajowatym kształcie. Mają 1,5–2,5 cm długości.

## Biologia i ekologia
Rośnie w zaroślach kserofitycznych. Występuje na terenach nizinnych